# Gypsophila pallasii
Gypsophila pallasii là loài thực vật có hoa thuộc họ Cẩm chướng. Loài này được Ikonn. mô tả khoa học đầu tiên năm 1976.